# Шушары (Свердловская область)
Шушары — деревня  в Байкаловском районе Свердловской области. Входит в состав Байкаловского сельского поселения. Управляется Шаламовским сельским советом.

## География
Шушары расположены на левом берегу реки Сарабайки, в 4 километрах к юго-западу от районного центра — села Байкалова.

### Часовой пояс
Шушары, как и вся Свердловская область, находится в часовой зоне МСК+2. Смещение применяемого времени относительно UTC составляет +5:00.

## Население
| 2002 | 2010 | 2021 |
| ---- | ---- | ---- |
| 74   | ↘60  | ↘48  |

Структура
По данным переписи 2002 года, все жители Шушар русские. По данным переписи 2010 года, в деревне проживали 29 мужчин и 31 женщина.

## Инфраструктура
В Шушарах три улицы: Луговая, Нагорная и Революции.